# Суньига, Альваро Манрике де
Альваро Манрике де Суньига-и-Сотомайор (исп. Álvaro Manrique de Zúñiga y Sotomayor, 29 мая 1532 — 3 марта 1604) — испанский дворянин, вице-король Новой Испании.

## Биография
Родился в Испании в 1540-х, был 6-м сыном Алонсо Франсиско де Сотомайор-и-Португаль, 4-го графа де Белалькасар, и Тересы де Суньига-и-Манрике де Лара, 3-й герцогини Бехар (так как титул матери был выше, чем титул отца то дети ставили на первое место фамилию матери). В связи с тем, что он являлся одним из младших сыновей, он не имел прав на многочисленные семейные титулы, однако его мать создала для трёх своих младших сыновей майораты, и поэтому после того, как она в 1565 году умерла, он унаследовал майорат Хинес. После того, как в 1570 году умер его младший брат Педро, он унаследовал и его майорат Мурес. За верную службу короне король Филипп II в 1575 году повысил его титул сеньора Муреса, сделав 1-м маркизом де Вильяманрике.
В 1579 году принял участие в перемещении останков королей и святых из старой королевской часовни в новую, и был одним из тех, кто нёс гроб с останками кастильского короля Фернандо III.
После того, как в 1584 году архиепископ Педро Мойя де Контрерас подал в отставку с поста вице-короля Новой Испании, 26 февраля 1585 года Филипп II назначил Альваро Манрике де Суньигу новым вице-королём Новой Испании, генерал-капитаном Новой Испании и президентом Королевской аудиенсии Мехико. 7 сентября 1585 года новый вице-король вместе с супругой прибыли в Веракрус.
В 1586 году в Новой Испании обострился конфликт между приходским духовенством и монашествующим духовенством, начавшийся ещё при Мартине Энрикесе де Альманса. Вице-король и его администрация поддержала приходское духовенство, в результате чего популярные в народе представители монашеских орденов стали резко оппонировать властям.
18 октября 1586 года Фрэнсис Дрейк захватил манильский галеон «Санта-Анна». 6 августа 1587 года Томас Кэвендиш напал на порт Уатулько, 3 сентября разграбил порт Навидад, а 15 ноября также захватил «Санта-Анну». Вице-королю пришлось вооружить два корабля и организовать местную милицию для борьбы с пиратством на тихоокеанском побережье.
Королевская аудиенсия Гвадалахары не желала признавать над собой Королевскую аудиенсию Мехико. Альваро Манрике де Суньига попытался в 1588 году утвердить свою власть над ней, и это привело к крупному конфликту, известия о котором достигли Испании. 31 августа 1589 года король Филипп II назначил новым вице-королём Новой Испании Луиса де Веласко-и-Кастилья. В результате разбирательства Альваро Манрике де Суньига был признан виновным в предъявленных ему обвинениях. 
По возвращении в Испанию он был отстранён от Двора, лишён средств, ему было запрещено заниматься общественной деятельностью. Лишь 29 марта 1599 года он был прощён декретом нового короля Филиппа III.